# Fairview-Ferndale
Fairview-Ferndale es un lugar designado por el censo ubicado en el condado de Northumberland en el estado estadounidense de Pensilvania. En el año 2000 tenía una población de 2411 habitantes y una densidad poblacional de 1004,6 personas por km².

## Geografía
Fairview-Ferndale se encuentra ubicado en las coordenadas 40°46′59″N 76°34′22″O / 40.78306, -76.57278.

## Demografía
Según la Oficina del Censo en 2000 los ingresos medios por hogar en la localidad eran de $27 219 y los ingresos medios por familia eran $27 219. Los hombres tenían unos ingresos medios de $27 850 frente a los $18 924 para las mujeres. La renta per cápita para la localidad era de $15 400. Alrededor del 12,8% de la población estaba por debajo del umbral de pobreza.